# Ci sono dei giorni... e delle lune
Ci sono dei giorni... e delle lune (Il y a des jours... et des lunes) è un film del 1990 diretto da Claude Lelouch.